# 신요시노역
신요시노역(일본어: 新吉野駅)은 일본 홋카이도 도카치 군 우라호로정에 있는 홋카이도 여객철도의 역이다. 역 번호는 K39이며, 단선 · 섬식의 형태를 합친 복합 구조의 철도 역사이다.

## 역 주변
- 국도 제38호선

## 역사
- 1910년 1월 7일 : 시타코로베역(일본어: 下頃部駅)으로서 개업.
- 1942년 4월 1일 : 신요시노역으로 개칭.
- 1987년 4월 1일 : 민영화에 의해, 홋카이도 여객철도로 이관.

## 인접 정차역
| 홋카이도 여객철도 네무로 본선 | 홋카이도 여객철도 네무로 본선 | 홋카이도 여객철도 네무로 본선 |
| ----------------------------- | ----------------------------- | ----------------------------- |
| K38 도요코로 신토쿠 방면      | 네무로 본선                   | 우라호로 K40 구시로 방면      |